# Герцог Росс
Герцог Росс (англ. Duke of Ross, гэльск. Diùc Rois) — дворянский титул, дважды создававшийся в пэрстве Шотландии для младших сыновей шотландских королей из династии Стюартов.

## История
Впервые титул был создан 29 января 1488 года вместе с титулом графа Эдирдейла королём Шотландии Яковом III для своего второго сына Джеймса Стюарта, носившего титулы маркиза Ормонда и графа Росса. Сделано это было в рамках англо-шотландского договора 1486 года, который предполагал брак шотландского принца с Екатериной Йоркской, шестой дочерью английского короля Эдуарда IV и сестрой жены короля Генриха VII, чтобы возвести королевского сына в соответствующее достоинство. Однако позже переговоры зашли в тупик и были прерваны со смертью шотландского короля. В итоге Джеймс так и не женился. Позже он был вовлечён своим братом, королём Яковом IV в управление королевством, будучи под его влиянием избранным архиепископом Сент-Эндрюса (хотя и никогда не был рукоположен), а в 1501 году стал канцлером Шотландии, но в неожиданно умер в январе 1504 года, после чего титул угас.
30 апреля 1514 года король Яков IV присвоил титул герцога Росса своему новорождённому сыну Александру, но тот умер через год младенцем, после чего титул вновь вернулся к короне.

## Герцоги Росс
Герцоги Росс (1481 год)
- 1481—1504: Джеймс Стюарт (1476 — 12/13 января 1504), маркиз Ормонд[нем.] с 1476 года, граф Росс и лорд Брикин и Навар с 1481 года, герцог Росс и граф Эдирдейл с 1488 года, избранный архиепископ Сент-Эндрюса[англ.] с 1497 года, канцлер Шотландии с 1501 года[1][3].

Герцоги Росс (1514 год)
- 1514—1515: Александр Стюарт (30 апреля 1514 — 18 декабря 1515), герцог Росс с 1514 года[2][4][5].